# Сибо
Сибо (ᠰᡞᠪᡝ Sibe; спрощ.: 锡伯; кит. трад.: 錫伯; піньїнь: Xībó) — тунгусомовна громада, що мешкає, головним чином, в північно-східному Китаї та Сіньцзяні. Вони уособлюють одну з 56 етнічних груп, офіційно визнаних Народною Республікою Китай.

## Історія
Сибо спочатку мешкали в долинах річок Нуньцзян і Сунгарі у Центральній Маньчжурії. Вони відомі як одні з дев'яти племен, які зазнали поразки від Нурхаці в битві під Гуре у 1593 році. Вони лишались під владою хорчинських монголів навіть після переходу останніх під контроль маньчжурської династії Цін.
Сибо розпочали прямі контакти з династією Цін, коли китайці воювали проти Росії. Вони забезпечили матеріально-технічну підтримку Цін. У 1692 році, хорчинські монголи передали сюзеренітет над сибо, Gūwalca і даурами імператору Кансі в обмін на срібло.
Після того, як в результаті третьої ойрато-маньчжурської війни було знищено Джунгарське ханство, цінський уряд переселив сибо з Маньчжурії в Чапчал-Сибоський автономний повіт. Вони входили в маньчжурську армійську «восьміпрапорну» систему, і переселенці-сибо розмістилися відповідно до тих ніру, до яких вони належали, і ці місця називалися просто «Перша Ніру», «Друга Ніру», тощо: аж до «Восьмої Ніру».

## Мова
Сибо в північно-східному Китаї говорять китайською, як першою мовою. У Сіньцзяні, нащадки Цінського військового гарнізону зберегли свою мову, яка є діалектом маньчжурської. На відміну від маньчжурської мови, сибоська мова має вісім голосних на відміну від шести у маньчжурській, відмінності в морфології і складний вид сингармонізму. Загальний словниковий запас і структура сибоської не зазнала впливу китайської, як у випадку з маньчжурською. Проте, є низка китайських запозичень, а також велика кількість соціологічних термінів, таких як gəming (революція) і gungshə (комуна), були запозичені з китайської і включені в повсякденну мову. Сибоська абетка є незначно зміненою маньчжурською абеткою.

## Ресурси Інтернету
- Sibe Culture (in Chinese)
- Website on Xibe archery
- Sibe Culture (in Eng and Chinese)